# Burn the Witch
«Burn the Witch» (en español: quemad a la bruja) es una canción de Radiohead. Fue publicada a modo de descarga digital el 3 de mayo de 2016 como primer sencillo de A Moon Shaped Pool, el noveno álbum de la banda.

## Historia
«Burn the Witch» data de las sesiones de grabación del álbum Kid A (2000) según el productor Nigel Godrich. El tema también fue trabajado durante las sesiones de los álbumes Hail to the Thief (2003) e In Rainbows (2007). La frase «burn the witch» aparece en una pieza de artwork de Stanley Donwood para el booklet de Hail to the Thief, y fue mencionada por Thom Yorke en una entrada en el blog de la web de Radiohead en 2005. Breves notas del tema fueron tocadas de manera informal durante algunos conciertos desde entonces, pero nunca fue interpretada de forma completa. El 4 de febrero de 2007, Yorke posteó parte las letras del tema en la página web de la banda.

## Videoclip

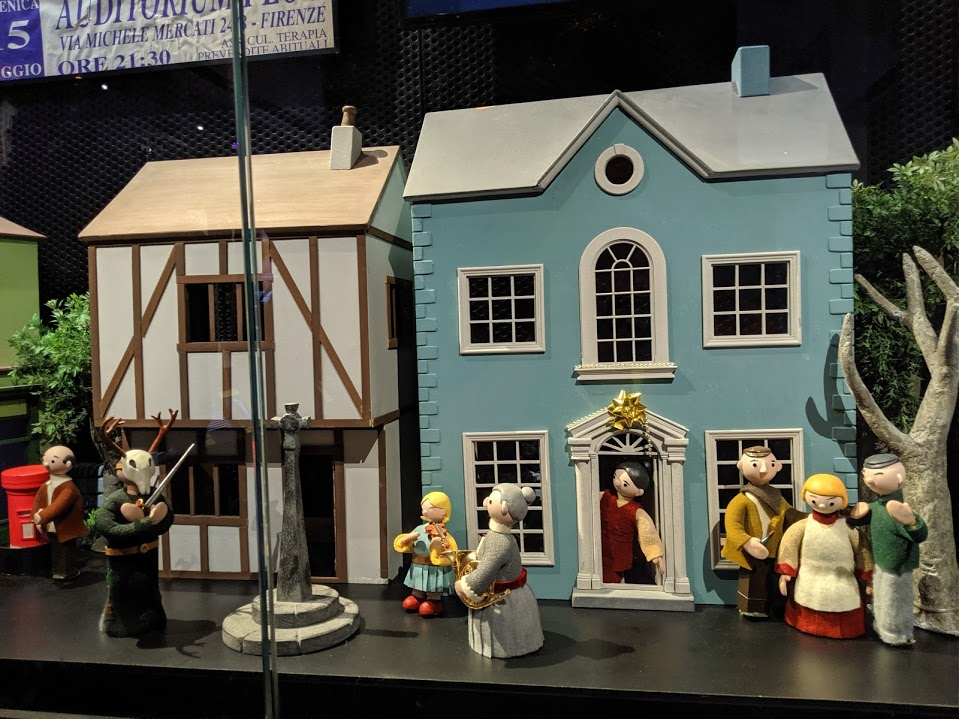
Maquetas y figuras originales usadas en el vídeo de «Burn the Witch».

El videoclip del tema fue dirigido por Chris Hopewell, que en 2003 ya dirigió el de «There There». El vídeo relata la historia de un inspector que visita un siniestro culto en una comunidad aparentemente normal; mientras el líder de la misma lo pasea por el lugar, el inspector toma nota de todo lo que va observando, como una réplica en miniatura del pueblo con el rótulo «model village» (pueblo modelo), un extraño ritual alrededor de una mujer atada, una repostería, una horca o unos invernaderos de tomates. Como última parada, los pobladores de la comunidad junto con su líder le revelan al inspector una estructura gigantesca de madera con forma de hombre. El líder del culto invita al inspector a escalar hasta una cámara que se encuentra en el torso de la estructura; una vez que está dentro, es encerrado dentro de ella y la estructura es incendiada desde la parte de las piernas. A pesar de las súplicas del inspector, la gente se limita a mirar hacia atrás y despedirse del espectador mientras la estructura es consumida por el fuego. Más tarde, se revela que el inspector logró escapar del incendio y huir hacia el bosque. El vídeo fue realizado mediante la técnica de stop motion y está inspirado en la Trumptonshire Trilogy, una serie de programas británicos para niños de los 60, y en la película de terror The Wicker Man (1973). Según Hopewell, el video musical fue concebido y terminado en 14 días, una semana antes de lanzarse.

## Promoción y lanzamiento
El 30 de abril de 2016 hubo fanes que reportaron haber recibido folletos procedentes de la banda por correo ordinario. En ellos se mostraban los versos «Sing a song of sixpence that goes / Burn the Witch / We know where you live», junto con una fotografía abstracta de artwork en blanco y negro, y el símbolo del grupo. El 1 de mayo, Radiohead eliminó todo su contenido de Twitter (tanto de la cuenta del grupo como de la de algunos de sus miembros), Facebook, Instagram y Google+, así como de su página oficial, lo que generó rumores sobre la salida del nuevo álbum.
El 3 de mayo, dos teasers de pocos segundos de duración fueron subidos a Instagram a las 6:00 y a las 12:00 (GMT+1). Ambos se trataban de fragmentos del videoclip de la canción: el primero, del comienzo (el ave cantando), y el segundo, de la escena en la que varios enmascarados con espadas rodean a una joven. Finalmente, a las 16:00, el sencillo fue estrenado junto a su correspondiente video en YouTube, cuyo enlace fue publicado en un tuit de la banda. El 13 de mayo de 2016 fue publicado como sencillo en vinilo de 7", teniendo como cara B el tema «Spectre».

## Lista de canciones

### Descarga digital
| Digital release |                  |          |  |
| N.º             | Título           | Duración |  |
| 1.              | «Burn the Witch» | 3:40     |  |

### 7"
- XL — 407917[7]

| Cara A |                  |          |  |
| N.º    | Título           | Duración |  |
| 1.     | «Burn the Witch» | 3:40     |  |

| Cara B |           |          |  |
| N.º    | Título    | Duración |  |
| 1.     | «Spectre» | 3:19     |  |